# Proseč (Kámen)

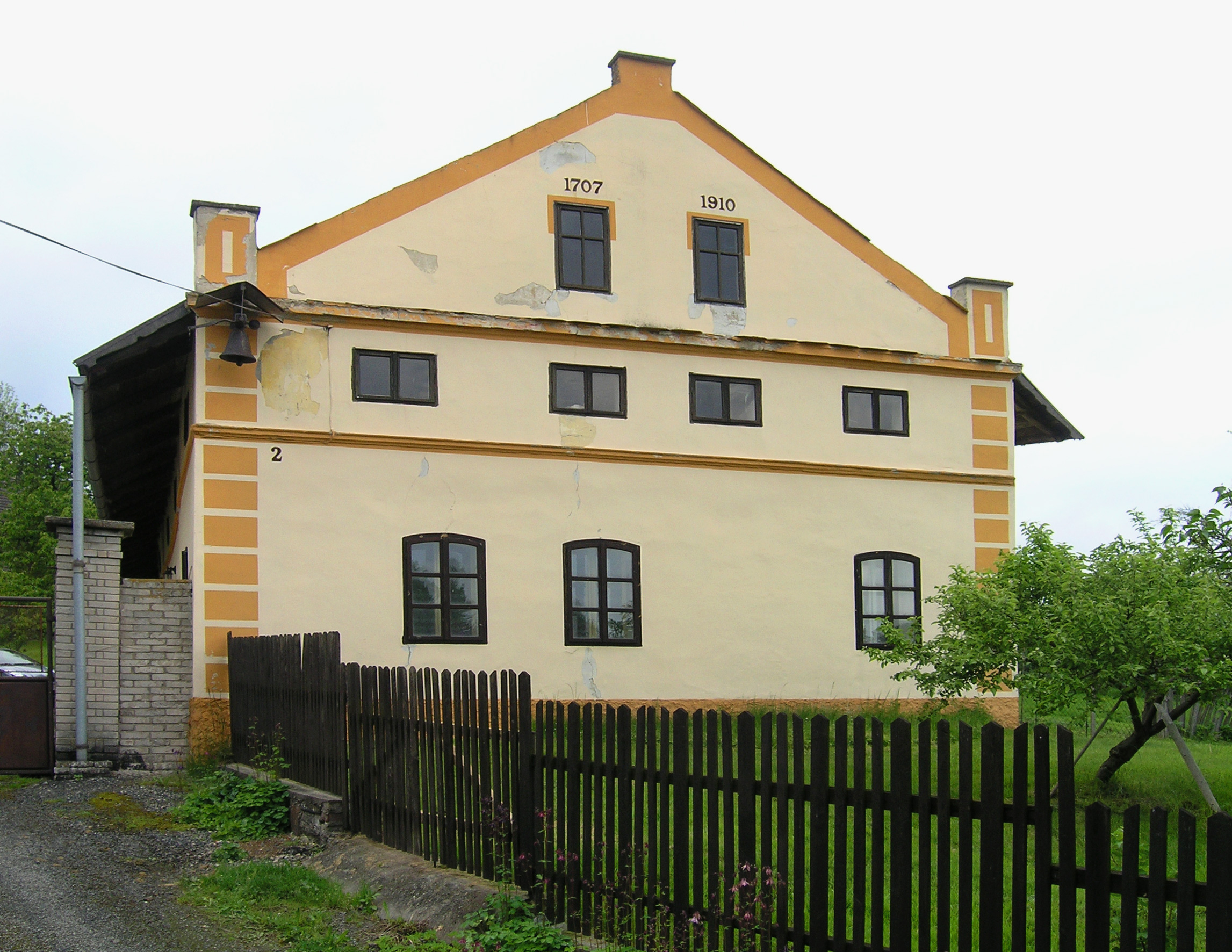
Haus Nr. 2

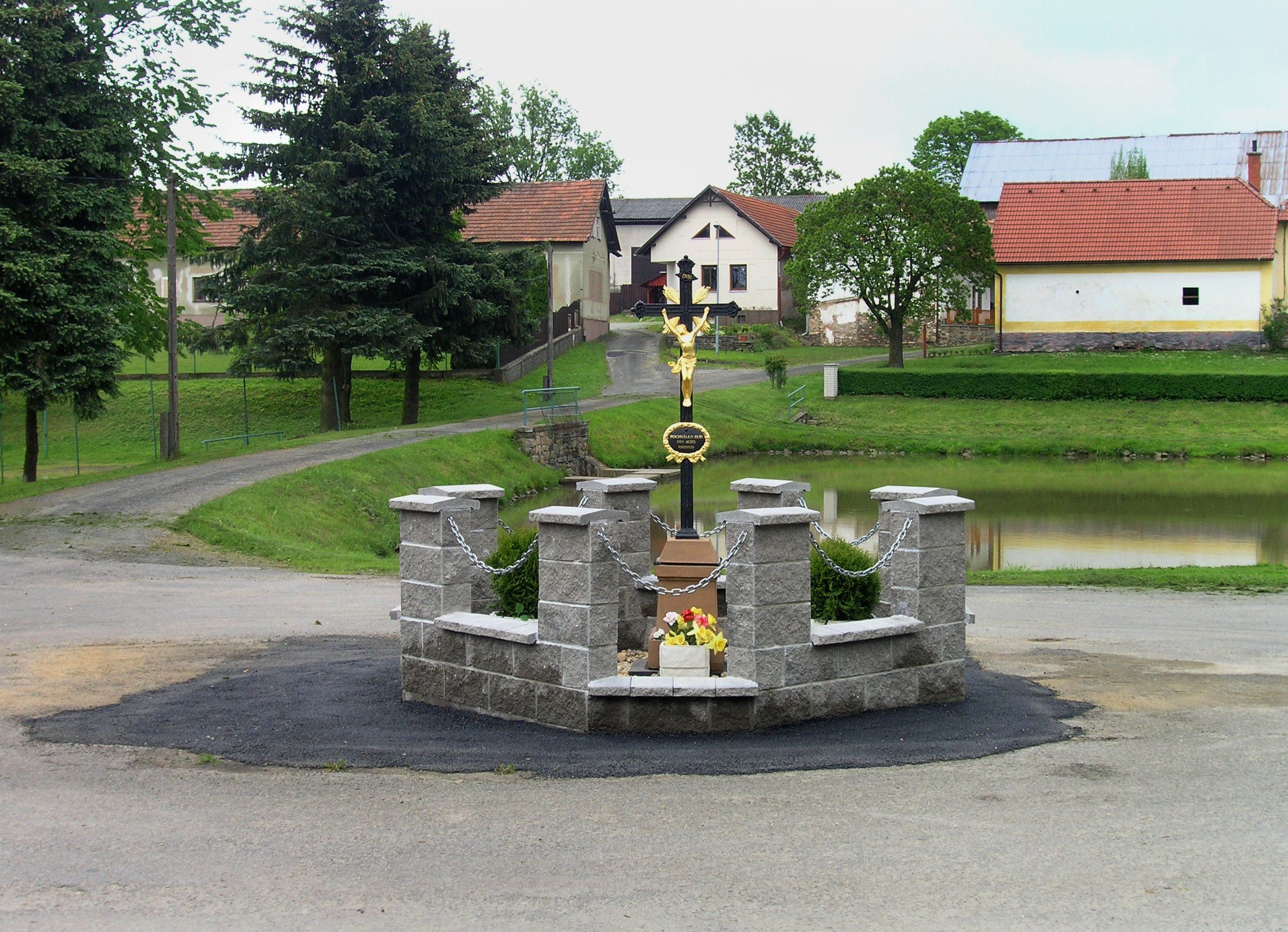
Kreuz auf dem Dorfplatz

Proseč (deutsch Prosetsch) ist ein Ortsteil der Gemeinde Kámen in Tschechien. Er liegt vier Kilometer südöstlich von Habry und gehört zum Okres Havlíčkův Brod.

## Geographie
Proseč befindet sich linksseitig über dem Tal des Baches Jiříkovský potok bzw. Sázavka in der Hornosázavská pahorkatina (Hügelland an der oberen Sázava). Östlich liegt der Teich Jiříkovský rybník. Im Südosten erhebt sich der Vizáb (599 m n.m.), südwestlich der U kapličky (581 m n.m.). Anderthalb Kilometer westlich des Dorfes verläuft die Staatsstraße I/38 zwischen Habry und Havlíčkův Brod.
Nachbarorte sind Čejkův Mlýn und Rybníček im Norden, Miřátky, Cihelna und Vepříkov im Nordosten, Jiříkovský Mlýn im Osten, Jiříkov und Veselá im Südosten, Kámen im Süden, Tis, Kněž, Nový Dvůr und Zboží im Südwesten, Bačkov im Westen sowie Lubno, Habry und Na Pekle im Nordwesten.

## Geschichte
Proseč wurde 1591 unter den Gütern der Herrschaft Lipnice erstmals erwähnt. Besitzer waren zu dieser Zeit die Herren Trčka von Lípa. Mit der Verlegung des Herrschaftssitzes nach Světlá wurde Proseč Teil der Herrschaft Světlá. Nach der Ermordung von Adam Erdmann Trčka von Lípa konfiszierte Kaiser Ferdinand II. am 29. März 1634 dessen Güter und die seines Vaters Jan Rudolf Trčka von Lípa; das Konfiskationspatent wurde im Mai 1636 durch den Reichshofrat in Wien bestätigt.
Ferdinand II. ließ die Herrschaft Světlá in landtäflige Güter zerstückeln und verkaufte sie Günstlingen. Proseč wurde der Herrschaft Habern zugeordnet, die 1636 der kaiserliche General Johann Reinhard von Walmerode auf Nymburk erwarb. Dieser zeigte wenig Interesse an dem neuen Besitz, fand dafür aber keinen Käufer. Die Niedere Gerichtsbarkeit über Proseč übte der Rychtář von Tis aus. Im Jahre 1666 kaufte Johanna Eusebia Barbara Zdiarsky von Zdiar die Herrschaft Habry von den minderjährigen Walmerodschen Erben. Die angeheiratete Reichsgräfin Caretto di Millesimo verkaufte Habry 1681 an Johann Sebastian von Pötting und Persing auf Žáky. 1808 verkaufte Adolph von Pötting und Persing die Herrschaft Habern mit den angeschlossenen Gütern Tieß und Zboží an Johann von Badenthal, von dem sie 1814 sein Sohn Joseph erbte. 1818 wurde eine Dorfschule eröffnet.
Im Jahre 1840 bestand das im Caslauer Kreis gelegene Dorf Prosetsch bzw. Proseč aus 16 Häusern, in denen 94 Personen lebten. Im Ort gab es einen obrigkeitlichen Meierhof und eine Schule. Pfarrort war Habern. Bis zur Mitte des 19. Jahrhunderts blieb Prosetsch der Herrschaft Habern untertänig.
Nach der Aufhebung der Patrimonialherrschaften bildete Proseč ab 1849 eine Gemeinde im Gerichtsbezirk Habern. Ab 1868 gehörte der Ort zum Bezirk Časlau. Franz von Puthon, der 1862 die Grundherrschaft Habern mit Tieß und Zboží erworben hatte, verkaufte sie 1869 an Franz Altgraf von Salm-Reifferscheidt-Hainspach auf Světlá.
1869 hatte Proseč 141 Einwohner und bestand aus 19 Häusern.  Nach dem Tode des Franz von Salm-Reifferscheidt fiel die Grundherrschaft 1887 seiner Schwester Johanna verw. von Thun und Hohenstein auf Klösterle und Žehušice zu, 1892 erbte ihr Sohn Joseph Oswald von Thun-Hohenstein-Salm-Reifferscheidt den Großgrundbesitz. Im Jahre 1900 lebten in Proseč 118 Menschen, 1910 waren es 124. 1930 hatte Proseč 147 Einwohner und bestand aus 23 Häusern. 1949 wurde die Gemeinde dem Okres Chotěboř zugeordnet, seit der Gebietsreform von 1960 gehört sie zum Okres Havlíčkův Brod. Im Jahre 1964 erfolgte die Eingemeindung nach Kámen. Beim Zensus von 2001 lebten in den 22 Häusern des Dorfes 37 Personen.

## Ortsgliederung
Zu Proseč gehört die Einschicht Na Pekle.
Der Ortsteil bildet den Katastralbezirk Proseč u Kamene.

## Sehenswürdigkeiten
- Kreuz auf dem Dorfplatz